# 艾德恩奧斯·雲迪基倫
艾德恩奧斯·亞·雲·迪基倫（Adrianus Andreas "Adri" van Tiggelen，1957年06月15日—），荷蘭足球運動員，司職後衛。
他是著名的左後衛，被認為是荷蘭國家隊其中最頂尖3名左後衛之一。他是荷蘭隊贏得1988年歐國盃之成員。
綽號“"De Spijker”（“釘子”）的他，在鹿特丹斯巴達（1978-83）開始他的職業生涯，然後轉到格羅寧根（1983-86），安德列治（1986-91）和燕豪芬（1991 - 94）。雲迪基倫在多德勒支（1994-95）結束了他的職業生涯。 2005年7月中，雲迪基倫以教練身份帶領他的老東家斯巴達回到荷蘭足球甲級聯賽。從那以後，他擔任球隊青年軍教練。
在贏得1988年歐國盃後，雲迪基倫聯同隊友發行唱片。這是，兩人唯一涉足音樂業務。

## 榮譽
歐國盃: 1988 
比利時聯賽: 1987, 1991
比利時盃: 1988, 1989
比利時超級盃: 1987
荷蘭足球甲級聯賽: 1992